# Vincent Bach
Die Vincent Bach Corporation war ein amerikanischer Hersteller von Blechblasinstrumenten und Zubehör, hier vor allem von Mundstücken. Daraus ging nach mehrfachen Übernahmen die heutige Marke Vincent Bach hervor, die sich im Besitz der Unternehmensgruppe Conn-Selmer, Inc. befindet. Conn-Selmer nutzt die Marke Vincent Bach zum Vertrieb eines Vollsortiments aller gängigen Blechblasinstrumente. Weiterentwicklungen ursprünglicher Bach-Konstruktionen vertreibt Conn-Selmer unter der Premiummarke Bach Stradivarius.

## Der Gründer
Vincenz Schrottenbach (* 24. März 1890 in Baden bei Wien; † 8. Januar 1976 in New York) lernte zunächst Violine, wechselte später jedoch zur Trompete. Obgleich er die Wiener Maschinenbauschule erfolgreich absolvierte, entschied er sich für eine Karriere als Musiker unter dem Künstlernamen Vincent Bach. Zu Beginn des Ersten Weltkriegs emigrierte er in die USA, wo er nach anfänglichen Schwierigkeiten zunächst eine Anstellung beim Boston Symphony Orchestra und später als erster Trompeter beim Orchester der Metropolitan Opera in New York fand.
1918 begann Bach in einem Hinterzimmer der New Yorker Musikalienhandlung Selmer mit der Produktion von Mundstücken für Trompeten und Kornette, zunächst als Einzelstücke und in Kleinserien. Später fertigte er Mundstücke mit industrieller Präzision in Serie und erforschte systematisch Zusammenhänge zwischen der konstruktiven Auslegung von Mundstücken auf die Ansprache, die Intonation, den Klang und das allgemeine Spielverhalten. Überdies entwickelte er ein System zu ihrer Kennzeichnung, an dem sich andere Hersteller zum Teil bis heute orientieren.

## Geschichte
Ab 1924 stellte Bach Trompeten her, ab 1928 auch Posaunen. Im Laufe der Zeit wurde die Produktion auf jeweils mehrere Baureihen von Trompeten,  Kornetten, Flügelhörnern und Posaunen ausgedehnt. Je nach Güteklasse trugen die verschiedenen Baureihen die Markennamen Apollo, Minerva, Mercury, Mercedes und Stradivarius.
1953 entschloss sich Bach, die Produktion von den beengten Räumlichkeiten in der Bronx in die friedliche Kleinstadt Mount Vernon im Bundesstaat New York zu verlegen.
1961 verkaufte der greise Vincent Bach sein Unternehmen endgültig an die Selmer Company, die das komplette Sortiment zunächst unverändert weiter produzieren ließ. 1965 verlegte Selmer die Produktion von New York nach Elkhart im US-Bundesstaat Indiana.
Wenngleich Bach nicht direkt als Erfinder der modernen Trompete amerikanischer Bauform mit drei Périnet-Ventilen bezeichnet werden kann, hat er zweifelsohne Entscheidendes zur Perfektionierung dieses Instruments beigetragen. Insbesondere Instrumente aus der Zeit in New York und Mount Vernon werden gesucht und gelten teilweise als Sammlerstücke.

Etliche Trompeter vertreten die Meinung, dass die nach dieser Zeit unter der Selmer-Ägide in Elkhart und anderswo gefertigten Instrumente deren Qualitätsstandard zunächst für längere Zeit nicht mehr erreichten.
Selmer ging 2002 in der Gruppe Conn-Selmer, Inc. auf, die ihrerseits eine Tochter der Steinway Musical Instruments, Inc. ist.
Zu den Forschern und Journalisten, die sich mit der Unternehmensgeschichte auseinandersetzten, zählen Roy Hempley, Doug Lehrer, Gary Gardner Fladmoe und Andre Smith.